# Série de championnat de la Ligue nationale de baseball 2009

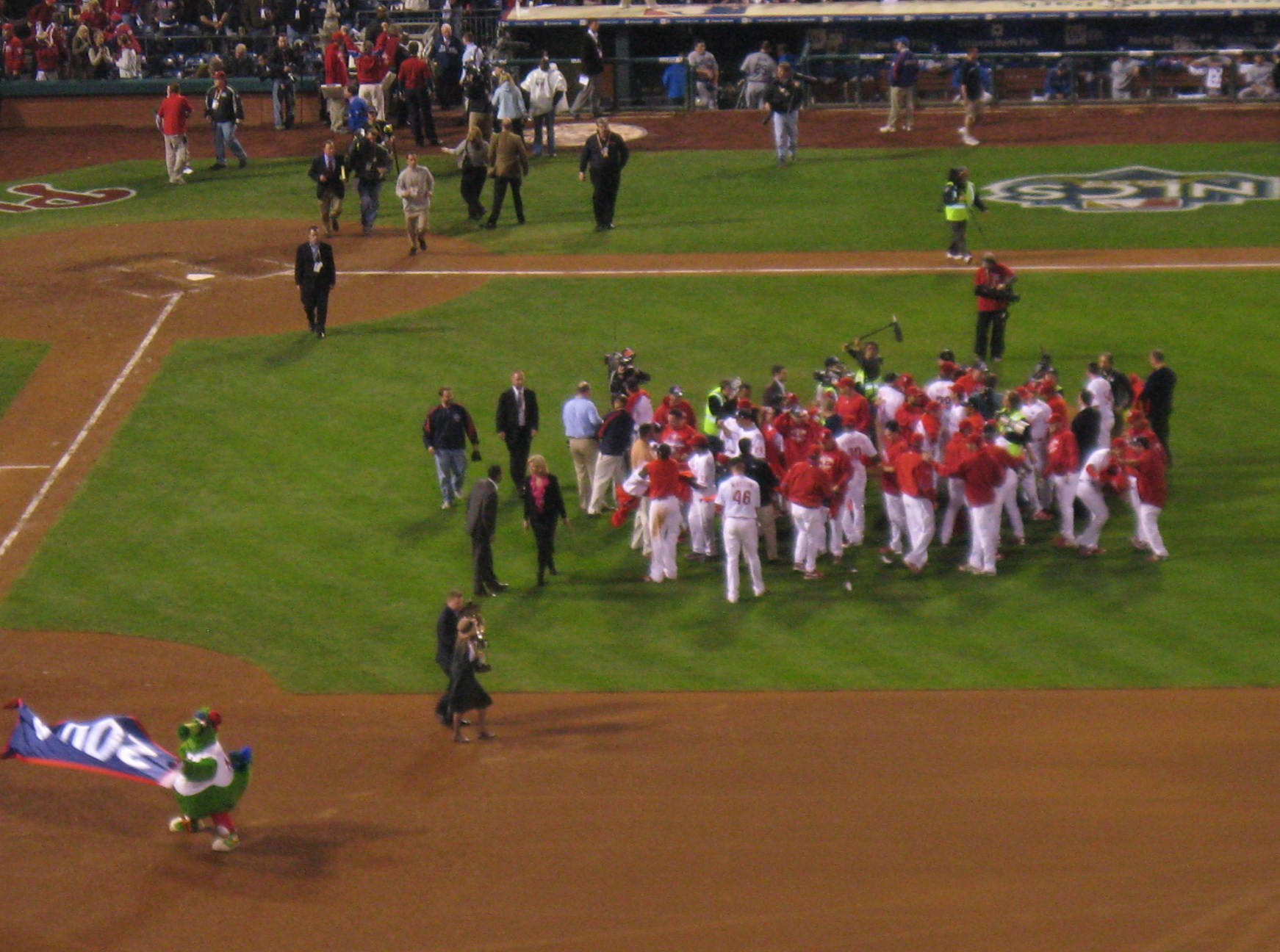
Les Phillies célèbrent le 21 octobre un deuxième titre consécutif de la Ligue nationale.

La Série de championnat de la Ligue nationale de baseball 2009 est la série finale de la Ligue nationale de baseball, dont l'issue déterminera le représentant de cette ligue à la Série mondiale 2009, la grande finale des Ligues majeures de baseball.
En 2009, cette série quatre de sept débute le jeudi 15 octobre et prend fin le mercredi 21 octobre par une victoire des Phillies de Philadelphie, quatre parties à une sur les Dodgers de Los Angeles.

## Équipes en présence
Champions de la division Est de la Ligue nationale pour une troisième année consécutive, avec une fiche en saison régulière de 93 victoires et 69 défaites, les Phillies de Philadelphie ont éliminé les Rockies du Colorado trois parties à une lors du premier tour éliminatoire.
Les Dodgers de Los Angeles ont présenté un dossier de 95-67, le meilleur de la Nationale, et décroché pour une deuxième année de file le championnat de la division Ouest. En première ronde des séries, ils ont balayé en trois matchs les meneurs de la section Centrale, les Cardinals de Saint-Louis.
Les Phillies et les Dodgers s'affrontent en Série de championnat pour la deuxième saison consécutive, à la différence qu'en 2008, Philadelphie avait l'avantage du terrain. Les Phillies l'avaient alors emporté 4 victoires à une, en route vers la conquête du titre mondial.
En saison régulière 2009, les deux clubs ont joué l'un contre l'autre en 7 occasions, Los Angeles l'emportant à 4 reprises.

## Déroulement de la série

### Calendrier des rencontres
| Match | Date       | Visiteur                 | Hôte                     | Score  |
| ----- | ---------- | ------------------------ | ------------------------ | ------ |
| 1     | 15 octobre | Phillies de Philadelphie | Dodgers de Los Angeles   | 8 - 6  |
| 2     | 16 octobre | Phillies de Philadelphie | Dodgers de Los Angeles   | 1 - 2  |
| 3     | 18 octobre | Dodgers de Los Angeles   | Phillies de Philadelphie | 0 - 11 |
| 4     | 19 octobre | Dodgers de Los Angeles   | Phillies de Philadelphie | 4 - 5  |
| 5     | 21 octobre | Dodgers de Los Angeles   | Phillies de Philadelphie | 4 - 10 |

### Match 1
Jeudi 15 octobre 2009 au Dodger Stadium, Los Angeles, Californie.
| Phillies de Philadelphie | 0 | 0 | 0 | 0 | 5 | 0 | 0 | 3 | 0 | 8 | 8  | 1 |
| Dodgers de Los Angeles | 0 | 1 | 0 | 0 | 3 | 0 | 0 | 2 | 0 | 6 | 14 | 0 |
| Lanceurs partants : PHI : Cole Hamels LA : Clayton Kershaw Vic. : Cole Hamels (1-0) Déf. : Clayton Kershaw (0-1) Sauv. : Brad Lidge (1) HRs : PHI : Carlos Ruiz (1), Raul Ibanez (1) LA : James Loney (1), Manny Ramirez (1) |   |   |   |   |   |   |   |   |   |   |    |   |

### Match 2
Vendredi 16 octobre 2009 au Dodger Stadium, Los Angeles, Californie.
| Phillies de Philadelphie | 0 | 0 | 0 | 1 | 0 | 0 | 0 | 0 | 0 | 1 | 4 | 1 |
| Dodgers de Los Angeles | 0 | 0 | 0 | 0 | 0 | 0 | 0 | 2 | X | 2 | 5 | 0 |
| Lanceurs partants : PHI : Pedro Martinez LA : Vicente Padilla Vic. : Hong-Chih Kuo (1-0) Déf. : Chan Ho Park (0-1) Sauv. : Jonathan Broxton (1) HRs : PHI : Ryan Howard (1) |   |   |   |   |   |   |   |   |   |   |   |   |

Les Phillies prennent les devants en 4e manche sur un circuit de Ryan Howard. Le score demeure 1-0 Philadelphie jusqu'en fin de 8e manche, alors que Chan Ho Park relève Pedro Martinez, qui n'avait accordé que deux coups sûrs aux Dodgers dans le match. Dans une demi-manche où les Phillies envoient cinq lanceurs au monticule, Los Angeles marque deux fois. Un premier point est marqué sur un jeu forcé, puis Andre Ethier soutire à la recrue J.A. Happ un but-sur-balles alors que les coussins sont tous occupés. Russell Martin vient marquer le point de la victoire pour les Dodgers, et Jonathan Broxton enregistre le sauvetage en lançant une 9e manche parfaite.

### Match 3
Dimanche 18 octobre 2009 au Citizens Bank Park, Philadelphie, Pennsylvanie.
| Dodgers de Los Angeles | 0 | 0 | 0 | 0 | 0 | 0 | 0 | 0 | 0 | 0  | 3  | 0 |
| Phillies de Philadelphie | 4 | 2 | 0 | 0 | 2 | 0 | 0 | 3 | X | 11 | 11 | 0 |
| Lanceurs partants : LA : Cliff Lee PHI : Hiroki Kuroda Vic. : Cliff Lee (1-0) Déf. : Hiroki Kuroda (0-1) HRs: PHI : Jayson Werth (1), Shane Victorino (1) |   |   |   |   |   |   |   |   |   |    |    |   |

Les Phillies ont marqué six points en seulement une manche et un tiers contre le lanceur perdant Hiroki Kuroda, en route vers un gain de 11-0. Il s'agissait de la victoire par la marge la plus importante en séries éliminatoires dans l'histoire de la franchise, surpassant le gain par 8 points (10 à 2) remporté sur Tampa Bay en Série mondiale 2008. Le lanceur gagnant, Cliff Lee, a retiré 10 frappeurs sur des prises et blanchi les Dodgers en 8 manches. Pour Philadelphie, Ryan Howard a connu une 7e partie éliminatoire consécutive avec au moins un point produit, ce qui constituait une nouvelle marque des majeures pour une même année.

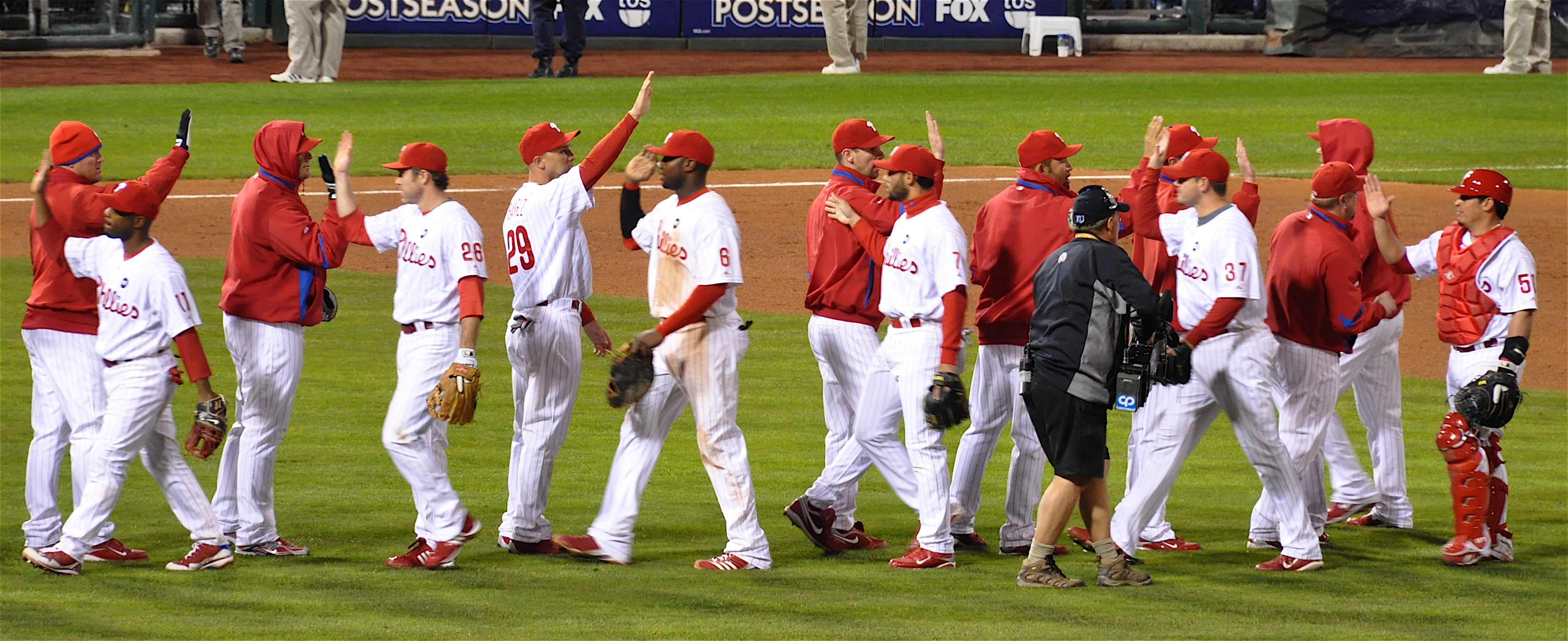
Les joueurs des Phillies après leur victoire sur les Dodgers dans le troisième match.

### Match 4
Lundi 19 octobre 2009 au Citizens Bank Park, Philadelphie, Pennsylvanie.
| Dodgers de Los Angeles | 0 | 0 | 0 | 2 | 1 | 1 | 0 | 0 | 0 | 4 | 8 | 0 |
| Phillies de Philadelphie | 2 | 0 | 0 | 0 | 0 | 1 | 0 | 0 | 2 | 5 | 5 | 0 |
| Lanceurs partants : LA : Randy Wolf PHI : Joe Blanton Vic. : Brad Lidge (1-0) Déf. : Jonathan Broxton (0-1) HRs : LA : Matt Kemp (1) PHI : Ryan Howard (2) |   |   |   |   |   |   |   |   |   |   |   |   |

Un double de deux points de Jimmy Rollins aux dépens de Jonathan Broxton après deux retraits en fin de 9e manche a permis aux Phillies de transformer un retard d'un point en victoire de 5-4. Avec un circuit de deux points en première manche, Ryan Howard a égalé le record des majeures de Lou Gehrig en produisant au moins un point dans 8 parties éliminatoires consécutives.

### Match 5
Mercredi 21 octobre 2009 au Citizens Bank Park, Philadelphie, Pennsylvanie.
| Dodgers de Los Angeles | 1 | 1 | 0 | 0 | 1 | 0 | 0 | 1 | 0 | 4  | 8 | 0 |
| Phillies de Philadelphie | 3 | 1 | 0 | 2 | 0 | 2 | 1 | 1 | X | 10 | 8 | 0 |
| Lanceurs partants : LA : Vicente Padilla PHI : Cole Hamels Vic. : Chad Durbin (1-0) Déf. : Vicente Padilla (0-1) HRs : LA : Andre Ethier (1), James Loney (2), Orlando Hudson (1) PHI : Jayson Werth (2, 3), Pedro Feliz (1), Shane Victorino (1) |   |   |   |   |   |   |   |   |   |    |   |   |

## Joueur par excellence
Le joueur de premier but des Phillies de Philadelphie, Ryan Howard, a été nommé joueur par excellence de la Série de championnat de la Ligue nationale 2009. Durant les cinq parties de la série contre Los Angeles, il a frappé 5 coups sûrs en 15, pour une moyenne au bâton de ,333. Il a claqué deux circuits et produit 8 points. Le 5e match contre les Dodgers fut le premier des séries éliminatoires 2009 dans lequel Howard ne frappait aucun coup sûr ou ne produisait aucun point. Il avait précédemment égalé un record de Lou Gehrig vieux de 77 ans en produisant au moins un point dans 8 matchs éliminatoires consécutifs. Cette séquence est un nouveau record pour le plus grand nombre de matchs éliminatoires de suite avec au moins un point produit lors des séries d'après-saison d'une même année.